# Edmund Samuel Poe
Sir Edmund Samuel Poe (Poë), GCVO, KCB (* 11. September 1849 in Curraghmore, County Tipperary, Irland; † 4. April 1921) war ein britischer Seeoffizier der Royal Navy, der unter anderem als Admiral zwischen 1910 und 1912 Oberkommandierender der Mittelmeerflotte (Commander-in-Chief, Mediterranean Fleet) war. Er war ferner von 1913 bis 1914 Erster und Leitender Marineadjutant (First and Principal Naval Aide-de-Camp).

## Leben

### Seeoffizier und Schiffskommandant

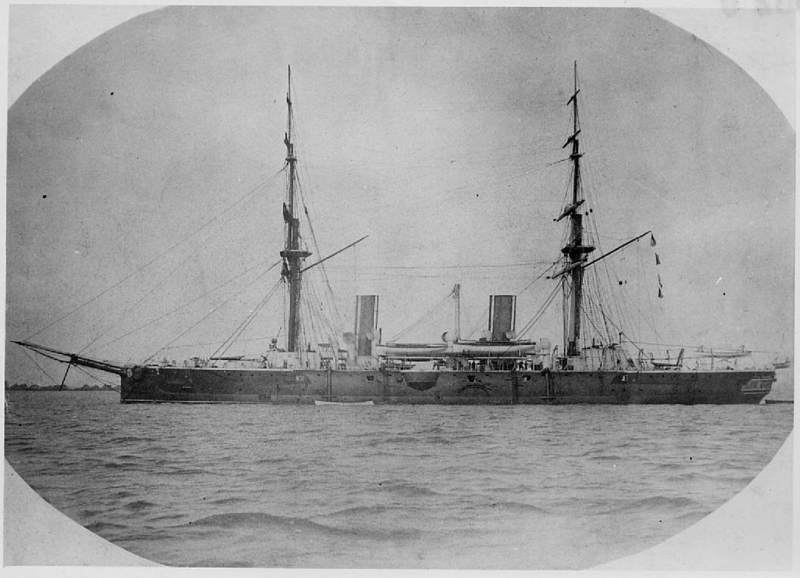
Kapitän zur See Edmund Samuel Poe war zwischen 1890 und 1892 Kommandant des Panzerkreuzers HMS Imperieuse.

Edmund Samuel Poe, Sohn des Barrister William Thomas Poe, trat nach dem Besuch der Burney’s Academy 1862 in die Royal Navy ein und fand im Laufe der nächsten Jahre zahlreiche Verwendungen als Seeoffizier und Stabsoffizier. Er wurde am 30. Juni 1888 zum Kapitän zur See (Captain) befördert und war zwischen November 1890 und März 1892 Kommandant (Commanding Officer) des Panzerkreuzers HMS Imperieuse. Danach war er zwischen Juli und August 1893 Kommandant des Kreuzers HMS Brilliant sowie von Februar bis April 1894 Kommandant des Einheitslinienschiffs HMS Centurion, ehe er zwischen April und Juli 1894 erneut Kommandant des Panzerkreuzers HMS Imperieuse war. Nachdem er von Juli bis August 1894 kurzzeitig Kommandant des Kreuzers HMS St George war, fungierte er zwischen September 1894 und Dezember 1896 als Kommandant des Geschützten Kreuzers HMS Blenheim. Für seine Verdienste wurde er 1896 Mitglied des Royal Victorian Order (MVO) und war danach zwischen Juni und September 1897 Kommandant des Einheitslinienschiffs HMS Victorious.
Im Oktober 1897 war Poe als Kommodore (Commodore) zwischen Oktober 1897 und Oktober 1900 Kommandeur des Ausbildungsgeschwaders (Training Squadron), das 1899 zum Kreuzergeschwader (Cruiser Squadron) umgewandelt wurde. In dieser Verwendung war er von Oktober 1897 bis April 1898 zugleich Kommandant der Korvette HMS Active, zwischen April 1898 und Oktober 1899 Kommandant der Fregatte HMS Raleigh sowie zuletzt von Oktober 1899 bis Oktober 1900 abermals Kommandant des Kreuzers HMS St George.

### Aufstieg zum Admiral
Am 9. September 1901 wurde Edmund Samuel Poe zum Konteradmiral (Rear-Admiral) befördert und 1903 zum Commander des Royal Victorian Order (CVO) ernannt. Er fungierte zwischen Mai 1903 und Juni 1904 als stellvertretender Kommandeur der Heimatflotte (Second-in-Command, Home Fleet) und war als solcher zeitgleich Kommandeur der Zweiten Division der Heimatflotte (Commander, Second Division, Home Fleet). Im Anschluss war er von November 1904 bis Juli 1905 wieder Kommandeur des Kreuzergeschwaders (Cruiser Squadron). Er übernahm danach von Konteradmiral George Atkinson-Willes den Posten als Oberkommandierender des Flottenverbandes Ostindien (Commander-in-Chief, East Indies Station) und hatte dieses Kommando bis März 1907 inne, woraufhin Konteradmiral Sir George Warrender, 7. Baronet ihn ablöste. Während dieser Zeit wurde er am 20. Februar 1906 zum Vizeadmiral (Vice-Admiral) befördert sowie am 19. März 1906 zum Knight Commander des Royal Victorian Order (KVO) geschlagen, so dass er fortan den Namenszusatz „Sir“ führte.
Im März 1907 wurde Vizeadmiral Sir Edmund Samuel Poe als Nachfolger von Konteradmiral John Durnford Oberkommandierender des Flottenverbandes Kap der Guten Hoffnung und Westafrika (Commander-in-Chief, Cape of Good Hope Station and West Africa Station) und behielt dieses Amt bis zu seiner Ablösung durch Konteradmiral George Egerton im August 1908. Am 26. Juni 1908 wurde er des Weiteren zum Knight Commander des Order of the Bath (KCB) geschlagen. Zuletzt wurde er am 30. April 1910 zum Admiral befördert. Im April 1910 löste er Admiral Sir Assheton Gore Curzon-Howe als Oberkommandierender der Mittelmeerflotte (Commander-in-Chief, Mediterranean Fleet) ab. Er bekleidete dieses Amt bis Juni 1912 und wurde daraufhin vom Admiral Sir Archibald Berkeley Milne abgelöst. Am 26. Januar 1912 wurde er außerdem zum Knight Grand Cross des Royal Victorian Cross (GCVO) erhoben. 1913 löste er Admiral Lewis Beaumont als Erster und Leitender Marineadjutant (First and Principal Naval Aide-de-Camp) ab und hatte dieses Amt bis zu seiner Ablösung durch Admiral George Callaghan 1914 inne.